# صموئيل إل. إدواردز
صموئيل إل. إدواردز (بالإنجليزية: Samuel L. Edwards)‏ هو محامي وسياسي أمريكي، ولد في 14 فبراير 1789، وتوفي في 7 أبريل 1877. حزبياً، نشط في الحزب الديمقراطي. وقد انتخب عضو جمعية ولاية نيويورك وانتخب عضو مجلس ولاية نيويورك.